# Amalberge de Maubeuge
Pour les articles homonymes, voir Amélie.
Ne doit pas être confondu avec Amalberge de Gand.
Sainte Amalberge ou Amélie (née vers 600 et décédée vers 670) est une moniale bénédictine célébrée dans l’Église catholique le 21 novembre. Elle est souvent confondue avec Amalberge de Gand.

## Éléments de biographie
La mère de sainte Amalberge était la sœur de Pépin de Landen († 640), chef de l'aristocratie austrasienne et maire du palais du roi Sigebert III. Amalberge était mariée au comte Witger de qui elle eut trois enfants : 
- sainte Gudule, patronne de Bruxelles,
- sainte Renelde,
- saint Emebert.

Après la naissance de leurs enfants, Amalberge et Witger décidèrent de se séparer pour servir Dieu. Witger entra à l'abbaye de Lobbes où il mourut peu de temps après. Amalberge entra dans le monastère de Maubeuge, fondé par sa parente sainte Aldegonde. Elle reçut le voile de saint Aubert de Cambrai, évêque de Cambrai.

## Éditions de l'hagiographie
- Vita sanctae Amalbergae viduae
- De S. Amalberga vidua Lobiis et Binchii in Belgio, J.B. Sollerius (ed.), dans Acta Sanctorum, Mensis Julii, Tomus III (1723), pp.63-70.